# Xã Starr, Quận Hutchinson, Nam Dakota
Xã Starr (tiếng Anh: Starr Township) là một xã thuộc quận Hutchinson, tiểu bang Nam Dakota, Hoa Kỳ. Năm 2010, dân số của xã này là 127 người.